# Кения (гора)
Ке́ния (англ. Mount Kenya) — самая высокая гора Кении и вторая по высоте гора в Африке (после Килиманджаро). Самыми высокими пиками являются Батиан (5199 м), Нелион (5188 м) и Пойнт-Ленана (4985 м). Гора расположена в центральной части страны немного южнее экватора в 150 км к северо-востоку от Найроби.
Гора Кения является стратовулканом, который возник приблизительно через 3 миллиона лет после возникновения Восточно-Африканского рифта. В течение тысяч лет она была покрыта ледовой шапкой, в результате чего её вершины подверглись большой эрозии и имеют множество долин, расходящихся от центра. В настоящее время на горе имеется 11 ледников. Гора является важным источником питьевой воды для большой части Кении.
Первым европейцем, открывшим в 1849 году вулкан, был Иоганн Людвиг Крапф, однако научное сообщество скептически отозвалось по поводу его отчётов о снеге в такой близости от экватора. Существование горы Кения подтвердилось в 1883 году, а в 1887 году она была впервые исследована. Вершина была впервые покорена группой, ведомой Хэлфордом Маккиндером в 1899 году.
От подножия до вершины горы встречается 8 разных природных зон. Нижние склоны покрыты различными типами лесов, в которых встречается много эндемичных или очень характерных для горы видов растений и животных, таких как гигантская лобелия, крестовник, африканский краснохвостый канюк и капский даман. В связи с этим на территории площадью 715 км² вокруг центра горы был организован национальный парк Маунт-Кения, который в 1997 году был включен в список Всемирного наследия ЮНЕСКО. Ежегодно парк посещают более 15 000 туристов.

## Общие сведения

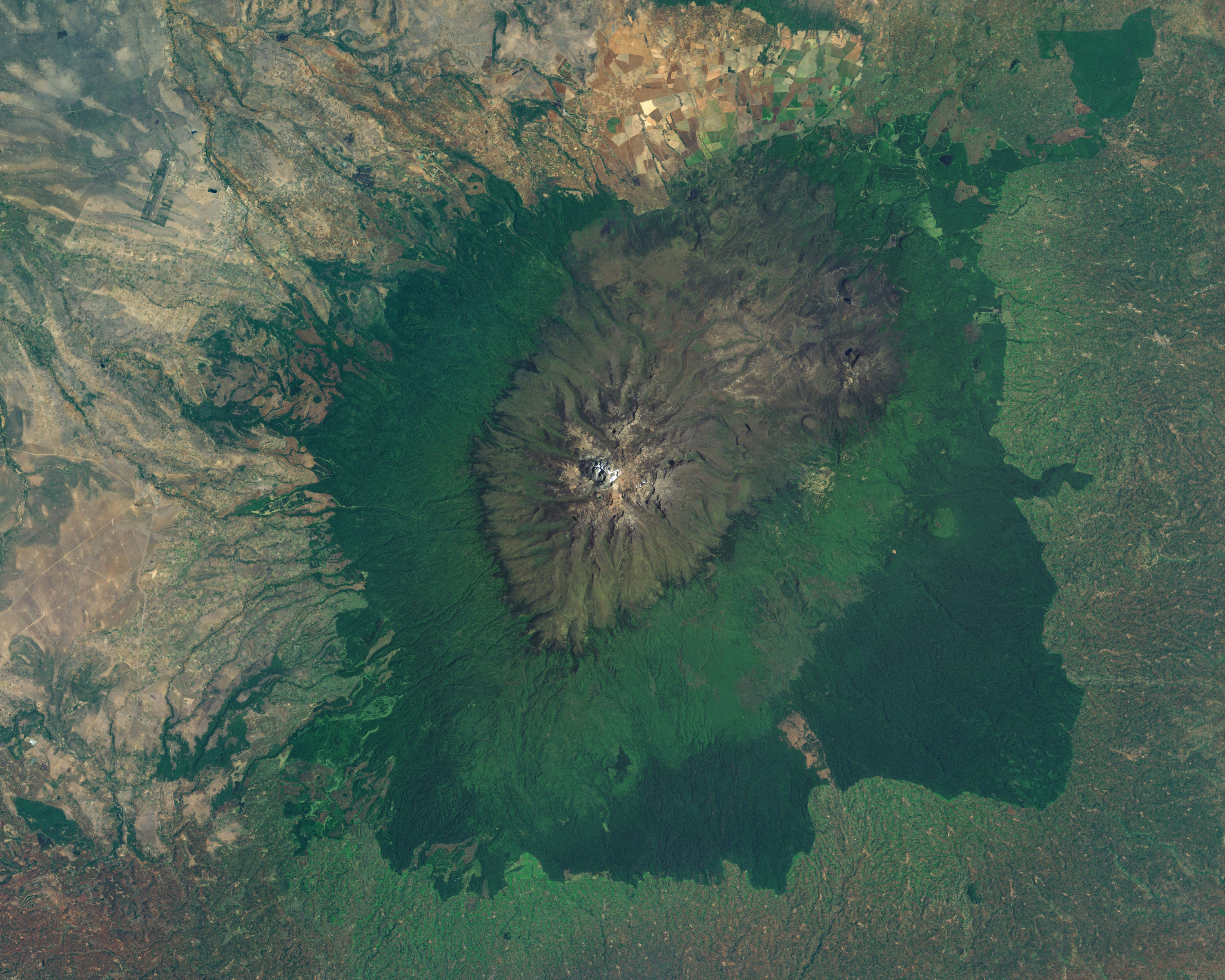
Снимок горы со спутника

## История исследований

### Первые европейцы

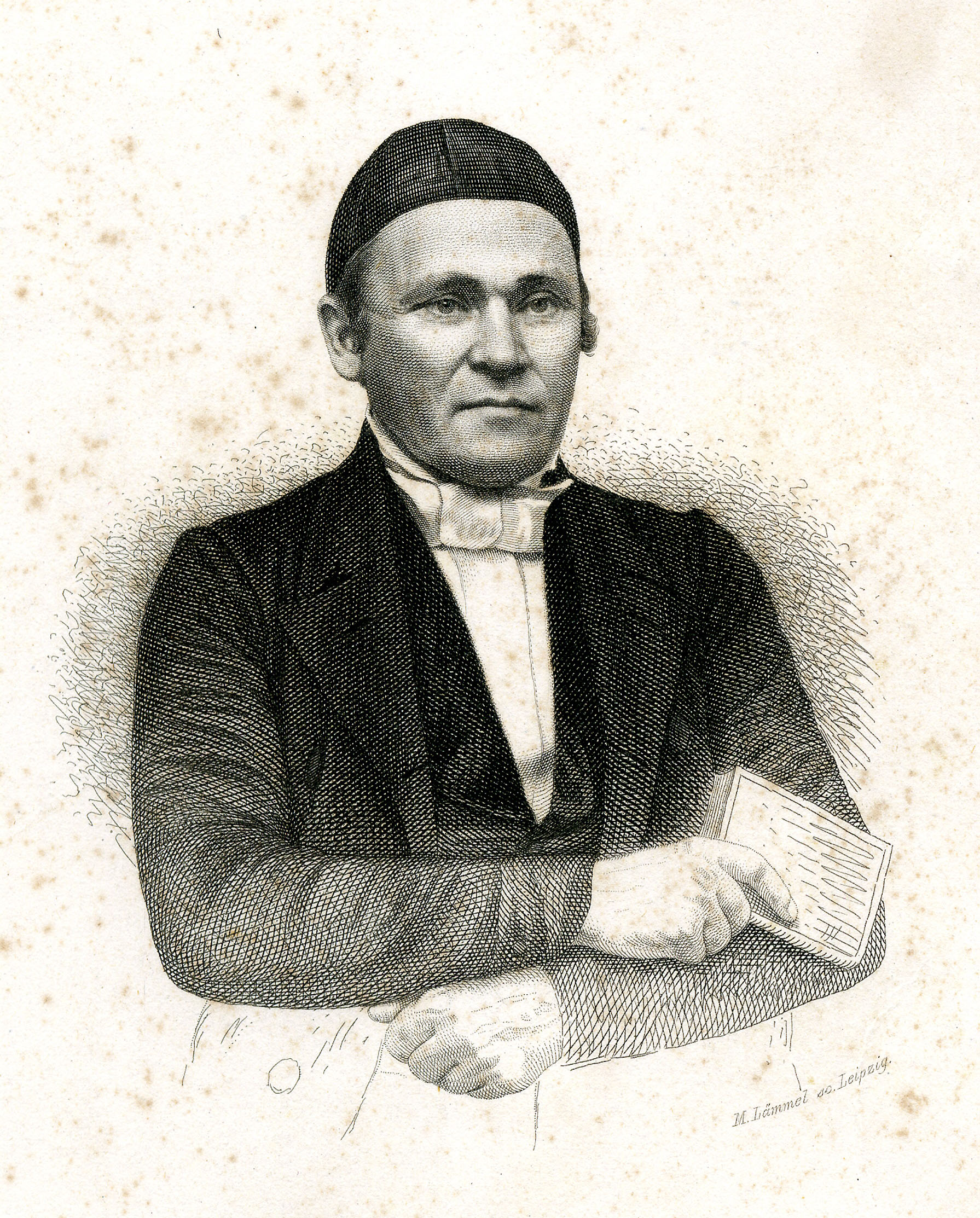
Первооткрыватель горы — Иоганн Людвиг Крапф

Гора Кения стала второй из трёх высочайших вершин Африки, которую открыли европейцы. Первым европейцем, который увидел гору со стороны Китуи (город в 160 км от горы) в 1849 году, стал немецкий миссионер доктор Иоганн Людвиг Крапф, годом ранее открывший Килиманджаро. Датой открытия считается 3 декабря 1849 года.
Местные жители из племени эмбу сообщили доктору Крапфу, что они не доходили до вершины горы из-за сильного холода и белого вещества, катящегося с горы с большим шумом. В связи с этим он предположил о существовании на горе ледников. Эти данные подтверждали жители из племени кикуйю.
Крапф также отмечал, что реки, текущие с горы Кения и других гор района, имеют постоянное течение в отличие от других африканских рек, которые наполнялись в сезон дождей и пересыхали в сухой период года. Так как течение рек не прекращалось даже в самый засушливый период, он считал, что на горе должен быть источник воды в форме ледников. Крапф полагал, что на горе может быть исток Белого Нила.
В 1851 году Крапф вернулся в Китуи и приблизился на 65 км ближе к горе, однако не увидел её снова. В 1877 году в окрестностях Китуи был Гильдербрандт, но он также не видел гору. Так как подтверждений о существовании горы не было, к открытию Крапфа стали подходить скептически.

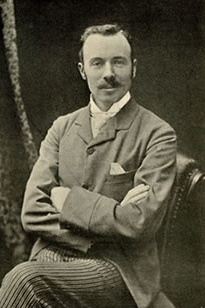
Джозеф Томпсон достиг склонов горы Кения и подтвердил открытие Крапфа.

В 1883 году Джозеф Томпсон случайно дошёл до западной стороны горы и подтвердил открытие Крапфа. Он повернул свою экспедицию и достиг высоты 2743 м, но не смог продолжать восхождение из-за проблем с местным населением.

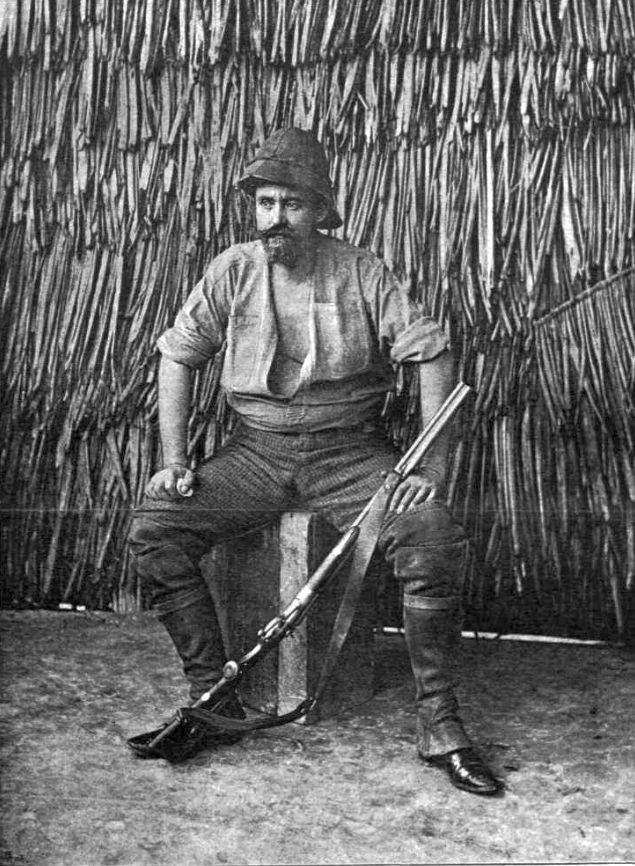
Самюэль Телеки был первым европейцем, чья нога ступила на гору Кения. Его экспедиция достигла высоты 4350 м.

Первым целенаправленным исследованием горы Кения была экспедиция, организованная в 1887 году Самюэлем Телеки и Людвигом фон Хёнелем, им удалось достичь высоты 4350 м с южной стороны горы. По итогам экспедиции они считали, что открыли кратер вулкана. В 1892 году Телеки и фон Хёнель вернулись к восточным склонам горы, но не смогли совершить восхождение из-за густого леса.
Лишь в 1893 году экспедиция, ведомая британским геологом Джоном Уолтером Грегори, совершила восхождение до ледников горы Кения. Маршрут экспедиции проходил от озера Баринго, в итоге они достигли высоты 4730 м и провели несколько часов на леднике Льюиса. По возвращении в Британию Грегори издал отчёт о своей экспедиции.
В 1894 и 1896 годах экспедиции на гору организовал немецкий физик Георг Колб, который впервые достиг зарослей с восточной стороны горы. Однако дальнейшее изучение горы стало возможно лишь после того, как в 1899 году была проведена железная дорога до Найроби. Наиболее удобный доступ к горе стал возможен со стороны Момбасы с побережья Индийского океана.

Эскизы, сделанные во время экспедиции Джона Уолтера Грегори в Восточной Африке в 1892 году.
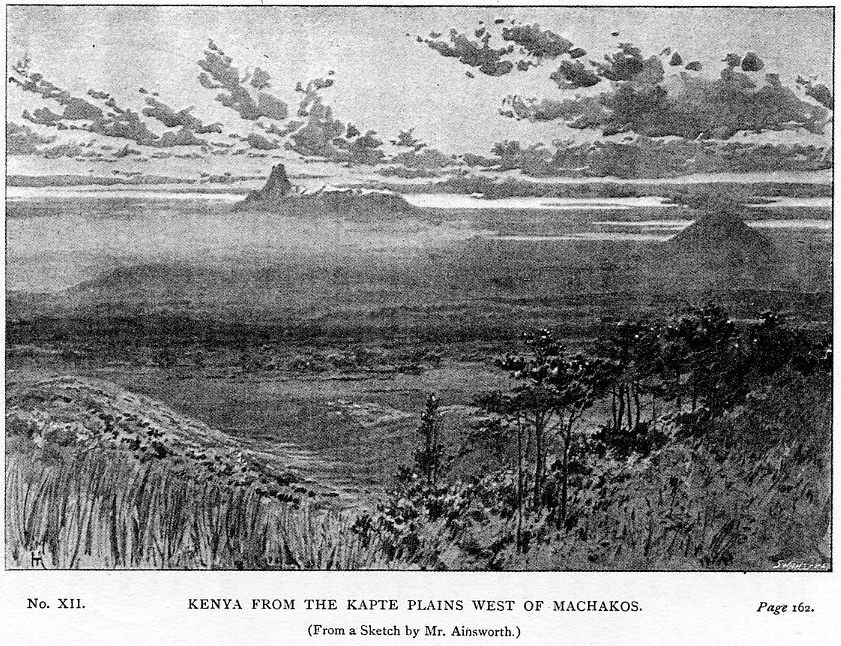
«[Гора] Кения с равнины Капте западнее Мачакоса.»
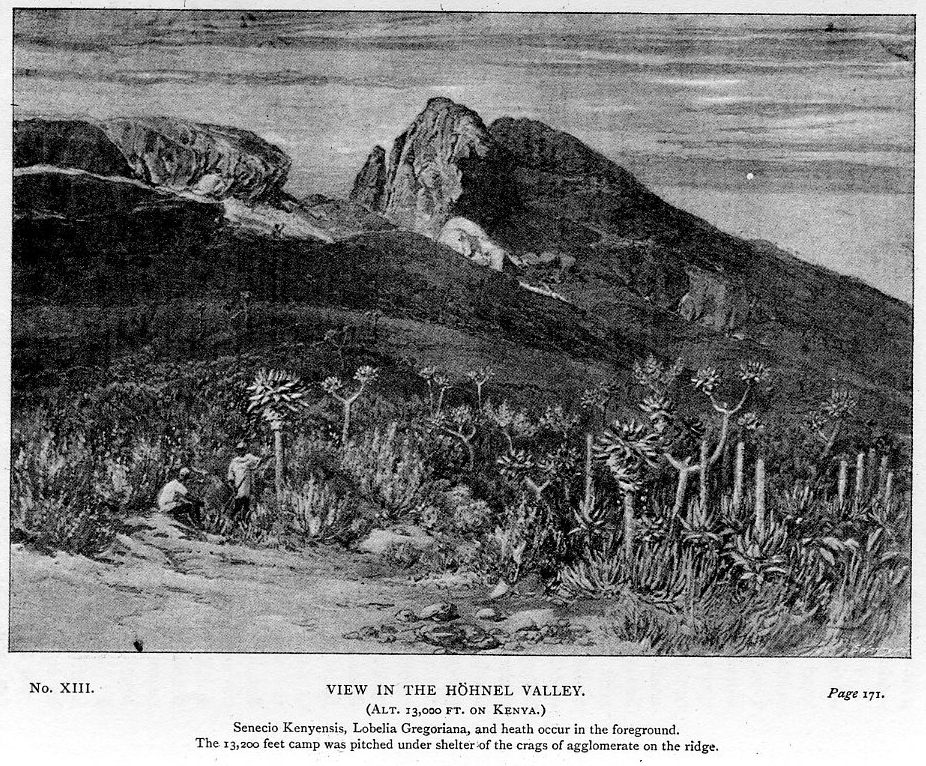
«Вид долины Хёнеля.»
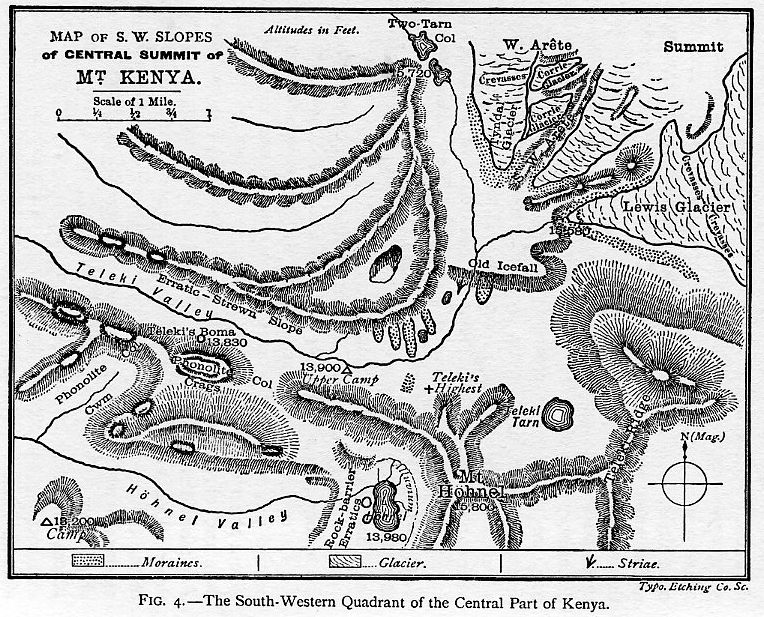
«Юго-западная четверть центральной части [горы] Кения.»
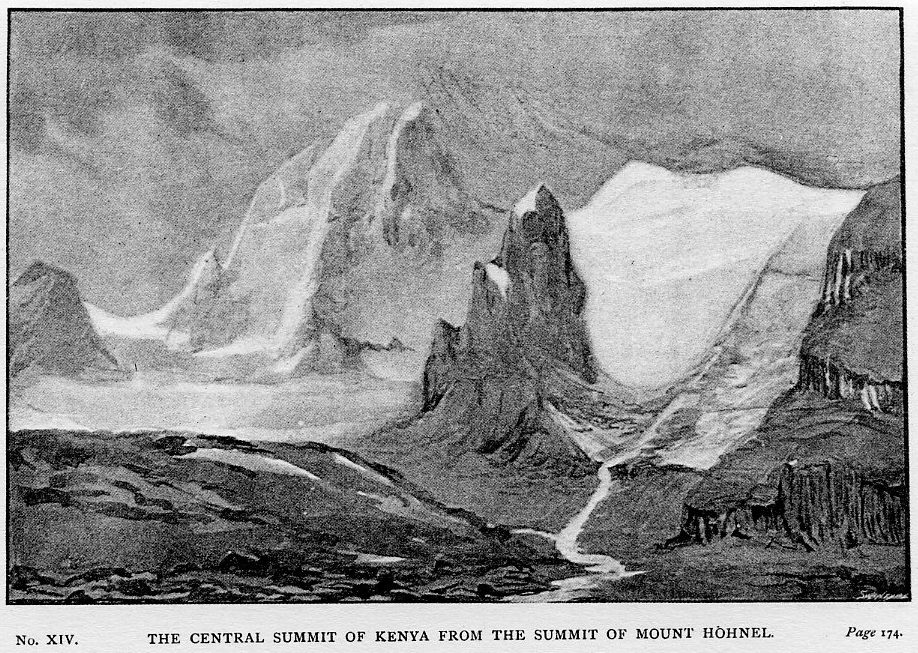
«Центральная вершина [горы] Кения с вершины горы Хёнеля.»
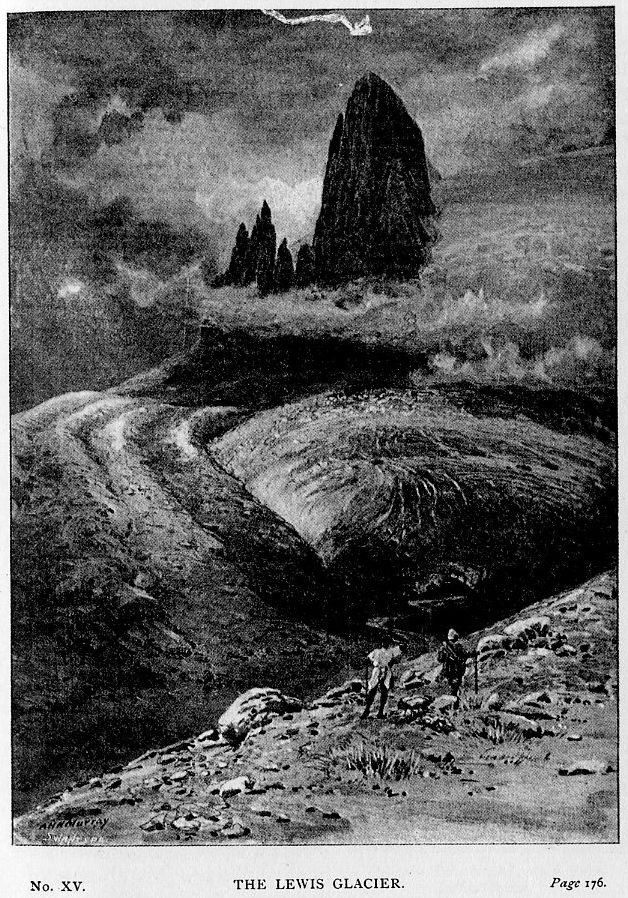
«Ледник Льюис.»
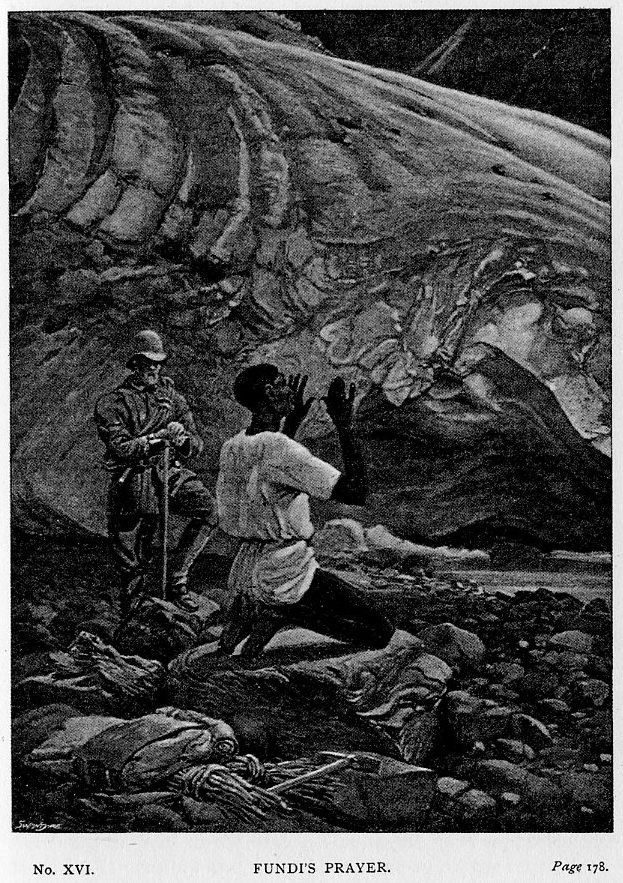
«Молитва Фунди.»
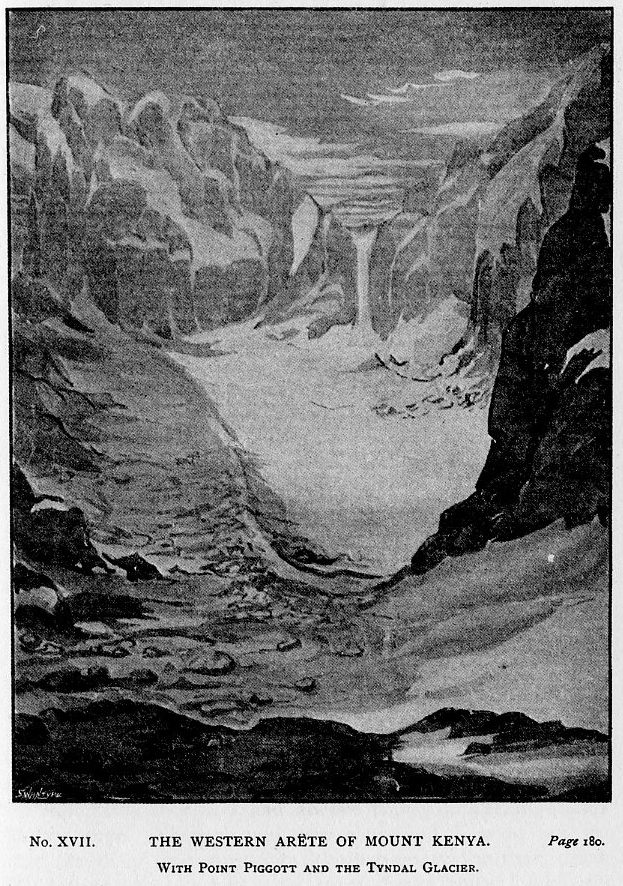
«Западное ребро горы Кения.»

### Экспедиция Маккиндера
28 июля 1899 года сэр Хэлфорд Джон Маккиндер выдвинулся с экспедицией на гору Кения со стороны Найроби. Среди членов экспедиции было 6 европейцев, 66 суахили, 2 гида-масаи и 96 кикуйю. Среди европейцев были заместитель руководителя экспедиции и фотограф Кэмпбелл Б. Хаусберг, ботаник Дуглас Сандерс, таксидермист Кэмбёрн, гид Сезар Оллье, гид и носильщик Джозеф Брошерел.
Экспедиция столкнулась с множеством трудностей на своём пути. В землях, через которые проходили исследователи, были распространены болезни и голод. Многие из носильщиков-кикуйю пытались остаться с женщинами из местных деревень или выкрасть их, что вызывало враждебное отношение местных вождей ко всей экспедиции. 18 августа, когда они достигли основного лагеря, у них не было еды и воды, двое из членов экспедиции были убиты местным населением, и они были вынуждены послать Сандерса в Найвашу за помощью от губернатора капитана Горджеса.
Маккиндер продвинулся вверх в гору и обосновал лагерь на высоте 3142 м в долине Хёнеля. 30 августа вместе с Оллье и Брошерелом он совершил первую попытку покорить вершину горы с юго-восточной стороны, но был вынужден остановить восхождение за 100 м до верхушки пика Нелион из-за наступления сумерек.
5 сентября Хаусберг, Оллье и Брошерел совершили обход основных пиков для поиска простого пути к вершине, однако не смогли его найти. 11 сентября Оллье и Брошерел сделали восхождение к леднику Дарвин, но из-за бурана были вынуждены вернуться.
Когда Сандерс вернулся из Найваши с помощью, Маккиндер совершил ещё одну попытку восхождения с Оллье и Брошерелом. Они пересекли ледник Льюис и забрались на гору по юго-восточной стороне пика Нелион. Они провели ночь вблизи от жандарма, на рассвете пересекли снежное поле на вершине ледника Дарвин, затем ледник Даймонд. В итоге в полдень 13 сентября они достигли вершины пика Батиан, а затем спустились по тому же маршруту.

## Ледники

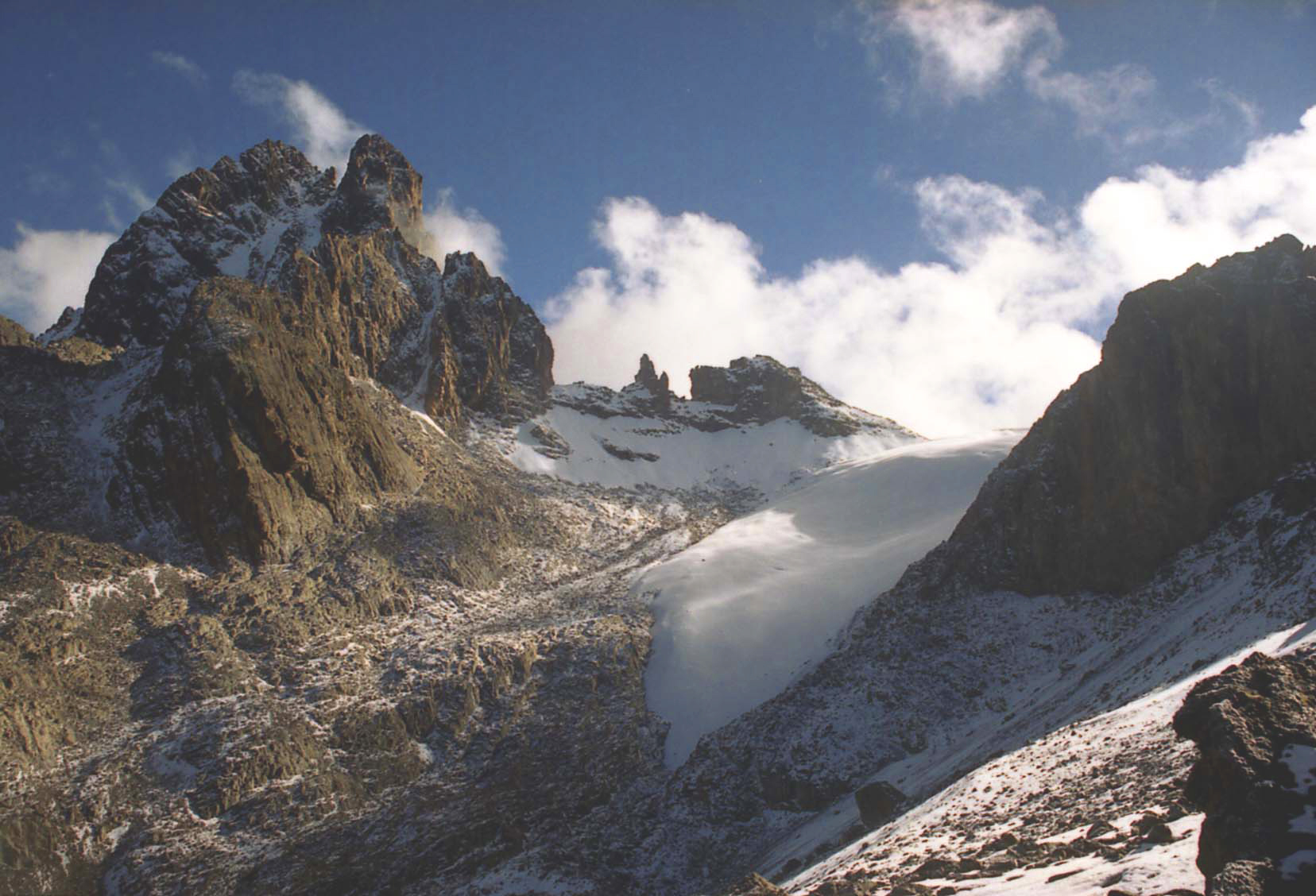
Ледник Льюис — крупнейший на горе Кения

На горе Кения расположены 11 ледников, которые называются (с севера по часовой стрелке):
- Норти,
- Крапф,
- Грегори,
- Льюис,
- Даймонд,
- Дарвин,
- Форел,
- Хейм,
- Тиндаль,
- Цезарь,
- Джозеф.

Площадь ледников горы измерили в 1980 году и составляет 0,7 км². Площадь ледников заметно уменьшилась после первых наблюдений, сделанных в 1890-е годы. В Горном клубе Кении в Найроби имеются фотографии горы с первого восхождения 1899 года и недавние фотографии, что наглядно иллюстрирует уменьшение ледников. Согласно прогнозам, в течение 30 лет ледники на горе прекратят своё существование.

## Национальный парк Маунт-Кения
Национальный парк Маунт-Кения был основан в 1949 году для защиты территории вокруг горы. До присвоения статуса национального парка он являлся лесным резерватом. В настоящий момент национальный парк находится на территории лесного резервата, который окружает парк со всех сторон. В апреле 1978 года территории присвоили статус биосферного резервата ЮНЕСКО. В 1997 году национальный парк и лесной резерват были включены в список Всемирного наследия ЮНЕСКО.
Правительство Кении создало национальный парк по четырём основным причинам: важности туризма на гору Кения для местной и национальной экономики, защиты живописной территории, сохранения биологического разнообразия внутри парка, для сохранения источников воды для близлежащих районов.

## Гора Кения в местной культуре

Карта окрестностей горы с указанием местопроживания различных племён

Основными племенами, проживающими в районе горы являются кикуйю, амеру, эмбу и масаи. У всех них гора является важной частью культуры.

### Кикуйю

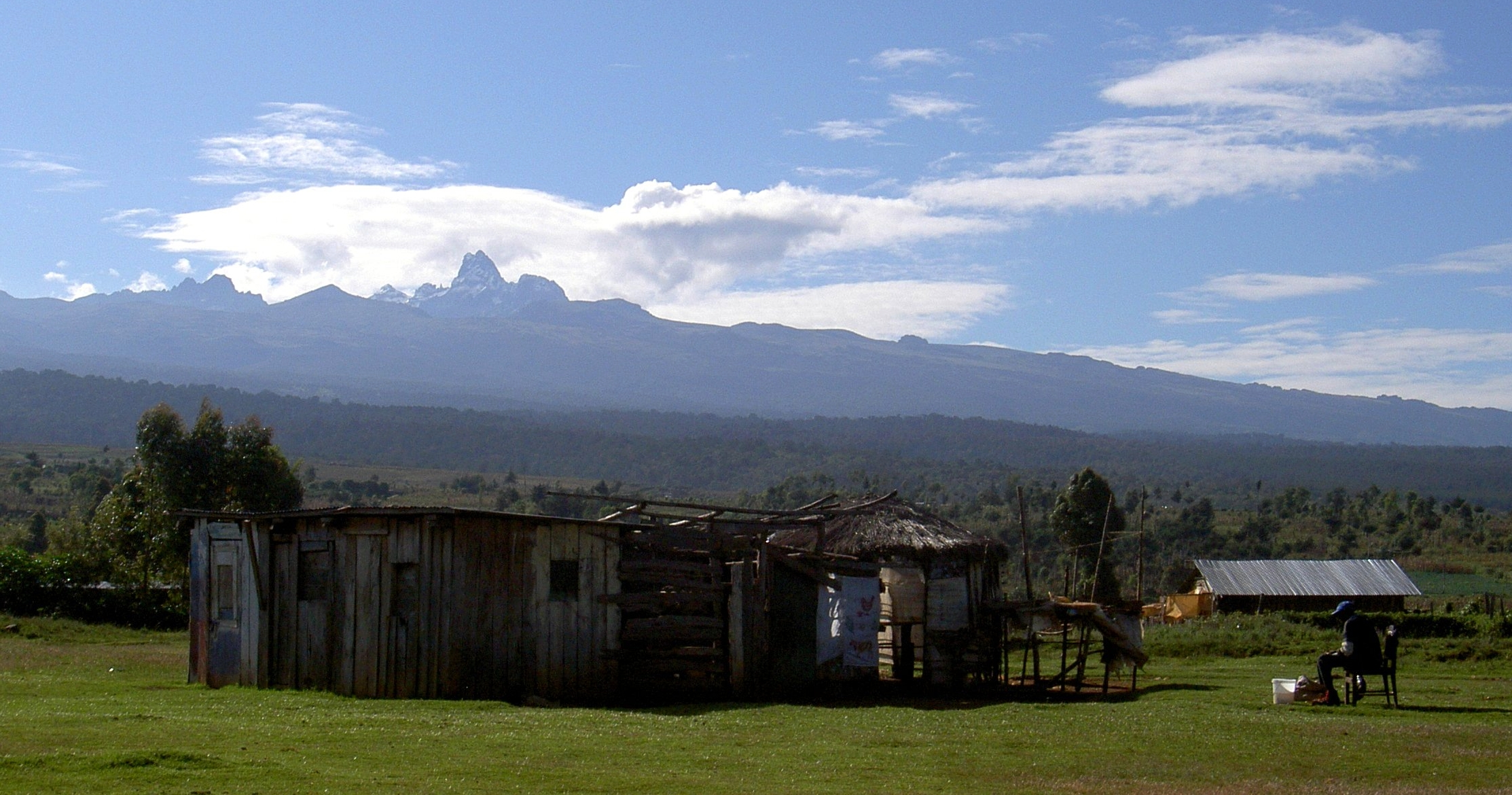
Некоторые племена считают гору священной и строят свои дома лицом к ней, чтобы двери были ближе к горе

Кикуйю проживают на южном и западном склонах горы. Они в основном занимаются сельским хозяйством, чему благоприятствуют очень плодородные вулканические почвы на нижней части склонов горы. Кикуйю верят, что их бог Нгаи жил на горе Кения, когда он пришёл с неба, и что гора является троном Нгаи на земле, где Кикуйю — отец племени — встречался с богом Нгаи. По традиции кикуйю строят свои дома фасадом к горе. Они называют гору Kĩrĩ Nyaga (Кириньяга), что можно литературно перевести как «сияющая гора», что связано с отражением света от ледников горы. Своего бога кикуйю также называют Mwene Nyaga (Мвене Ньяга), что может быть истолковано как «хозяин страусов» либо «хозяин света».

### Эмбу
Эмбу проживают на юго-восточной стороне горы Кения. Как и кикуйю, они считают гору священной и строят дома лицом к ней. Они полагают, что гора является домом для их бога — Ngai (Нгаи) или Mwene Njeru (Мвене Ньеру). Гору они называют Kiri Njeru (Кири Ньеру), что означает «гора белого цвета». Народ эмбу тесно связан с народом мбеере, который проживает на наветренной стороне горы, территория которой скалистая и полузасушливая.

### Масаи
Представители народа масаи ведут полукочевой образ жизни и используют северные склоны горы для выпаса скота. Они полагают, что их предки спустились с горы во времена, когда зародилась жизнь. Масаи называют гору Ol Donyo Keri (Ол-Доньо-Кери), что означает «горы из полосок разных цветов», что описывает разные природные зоны (снег, лес и другие), видимые с равнинной местности. По меньшей мере одна из молитв маасаи обращена к горе Кения:
Господь благослови наших детей, пусть они будут как

оливковое дерево Моринтата, пусть они растут и

развиваются, пусть они будут как возвышенности Нгонга как

гора Кения, как гора Килиманджаро и увеличиваются в количестве.
Собрано Фрэнсисом Сакудой из Олошоиборского музея мира 

### Амеру
Амеру приживают на восточной и северной частях горы Кения, они ведут главным образом сельскохозяйственный образ жизни, но также занимаются выпасом скота. На их языке гора Кения называется Kirimara (Киримара), то есть «то, что имеет белый материал (снег)». Горе посвящены многие песни этого народа. Однако бог амеру — Мурунгу (Murungu) спустился не с горы, а с небес.

### Другие племена
Первые европейцы, посещавшие гору Кения, брали в члены экспедиции в качестве гидов и носильщиков представителей других племён. Многие из них ни разу не чувствовали холода и не видели снега или льда, поэтому их реакцией часто были страх и недоверие.
Другая характерная черта занзибарского характера проявилась в том же лагере. Утром люди подошли, чтобы сказать мне, что вода, которую они оставили в горшках для приготовления пищи, была проклята. Они сообщили, что она стала белой и не тряслась, более смелый Фунди даже ткнул её палкой, но она не зашла в воду. Они просили, чтобы я посмотрел на неё, и я сказал, чтобы они принесли её мне. Однако они отказывались прикасаться к ней и умоляли меня пойти к ней. Вода, конечно же, затвердела от холода. Я поставил один из горшков на огонь и предсказал, что вскоре её содержимое вновь превратится в воду. Люди сели вокруг и с волнением наблюдали, а когда лёд растаял, они с радостью подошли и сказали мне, что демон был изгнан, а я сказал им, что теперь они могут использовать эту воду, но как только я отвернулся, они вылили её и наполнили свои горшки из прилегающих ручьёв.
Д. У. Грегори
"The Great Rift Valley"
Экспедиция Маккиндера 1899 года столкнулась на горе на высоте около 3600 м с представителями племени вадоробо, которые использовали ресурсы горы для бытовых нужд.